# محمدعلی آصف‌الممالک
محمدعلی آصف‌الممالک «رئیس ادارهٔ مدعی‌العمومی» (دادستان کل کشور) و «رئیس تفتیش وزارت عدلیه» در آغاز دوران مشروطیت و نمایندهٔ مردم کرمان در دورهٔ پنجم مجلس شورای ملی بود.
به گفتهٔ محمد ناظم‌الاسلام کرمانی، آصف‌الممالک در ابتدا چندان با مشروطه موافق نبود. وی در کتاب «تاریخ بیداری ایرانیان» آورده است که:
 ... در آنجا (منزل آقا یحیى، وکیل کرمان) آصف‌الممالک و آقا میرزا قاسم ادیب کرمانی را ملاقات کردم… آصف‌الممالک خیلی بد گفت از ملت و مذمت کرد از مشروطه. بنده و ادیب کرمانی هم از روی احتیاط گاه‌گاهی حرف می‌زدیم.